# Temporada 1950-1951 del Club Joventut Badalona
La temporada 1950-1951 va ser la 12a temporada en actiu del Club Joventut Badalona des que va començar a competir de manera oficial. En aquesta temporada va ser subcampió del XXVI Campionat de Catalunya.

## Resultats
Campionat d'Espanya - Copa del Generalíssim
El Joventut va ser semifinalista d'aquesta edició de la Copa del Generalíssim. A quarts de final va eliminar la UD Osca, i a semifinals va ser caure davant el CF Barcelona.
Campionat de Catalunya
El Joventut va tornar a ser subcampió del Campionat de Catalunya, repetint la posició aconseguida la temporada anterior.
Altres competicions
El Joventut va guanyar la Copa General Orgaz per segon any consecutiu, guanyant al FC Barcelona a la final per 47 a 41. També va aconseguir novament la Copa Hernán, eliminant el Sant Josep a semifinals i derrotant a la final al CB Santfeliuense.

## Plantilla
La plantilla del Joventut aquesta temporada va ser la següent:
| Club Joventut Badalona: plantilla 1950-51 |
| Jugadors                                  |
| Marcel·lí Maneja                          |
| Josep Brunet                              |
| Andreu Oller                              |
| Josep Massaguer                           |
| Jaume Bassó                               |
| Josep Gubern                              |
| Eugeni Espiga                             |
| Quico Martínez                            |
| Julio Canals                              |
| Llinás                                    |
| Entrenador                                |
| Josep Maria Costa (fins al març)          |
| Lluís Antoja                              |